# Alice Gillig
Alice Gillig, née Daul le 19 juillet 1916 à Strasbourg, et morte le 10 novembre 2011 dans la même ville, est une ancienne cheftaine des Guides de France. Figure féminine de la résistance française, elle participe pendant la Seconde Guerre mondiale à l’Équipe Pur Sang, un réseau de passeurs. Elle est militante de La Vie Nouvelle et de l'Union féminine civique et sociale (UFCS).

## Biographie

### Une famille francophile et patriote
Alice, Jeanne, Joséphine Marie Daul est née allemande le 19 juillet 1916 à Strasbourg pendant l'annexion de l'Alsace de 1871-1918. Comme beaucoup d'Alsaciens, elle changera trois fois de nationalité au gré des événements historiques de sa région (née allemande, 1918 Française,  1940 Allemande,  1945 Française). Elle a été élevée dans une famille profondément francophile et patriote.
Son grand-père, François-Xavier Daul (1855-1911) est le cofondateur de la Distillerie Strasbourgeoise « Pfister et Daul : Dolfi ». Sa grand-mère n'a jamais accepté l'annexion de l'Alsace en 1870 par les Prussiens. Elle ne s'exprime qu'en français et envoie ses enfants étudier à Nancy (Meurthe et Moselle) pour qu'ils maîtrisent parfaitement la langue française.
Son père, Charles Daul (1887-1963) succède à son propre père à la direction de la distillerie. Sa mère Adèle Bich (1891-1976) l'assistait dans la gestion du personnel.
Comme la majorité des Alsaciens (français avant 1870), la famille est réintégrée en 1919.
Alice fréquente pendant toute sa scolarité l'institution Notre-Dame de Sion où elle obtient son baccalauréat en 1936. Elle s'investit dans le scoutisme.
Elle entre au sein des Guides de France. Elle choisit Bayard comme totem et prononce sa promesse en 1930.
Elle s'inscrit à l'académie de médecine de Strasbourg pour devenir infirmière et signe un engagement comme infirmière militaire en cas de guerre,.
En 1938, elle s'inscrit avec sa sœur Marie-Louise à l'Institut d'Enseignement Commercial Supérieur de Strasbourg (IECS),.

### Son action pendant la Seconde Guerre mondiale
En septembre  1939, la guerre interrompt ses études d''infirmière et elle est mobilisée comme infirmière militaire au mont Sainte-Odile puis à Neufchâteau (Vosges). En octobre 1940, elle est démobilisée à Pau (Pyrénées-Atlantiques).
Elle rentre à Strasbourg et travaille comme secrétaire-comptable dans la distillerie familiale « La Cigogne de Strasbourg ». Elle rejoint Lucienne Welschinger qui est responsable des Guides de France pour Strasbourg et qui crée le réseau Équipe Pur Sang auquel elle adhère avec sa sœur Marie-Louise.
Au début, il ne s'agit d'adoucir le sort des prisonniers de guerre très nombreux à Strasbourg en leur faisant parvenir du linge, de la nourriture des cigarettes et de faire passer le courrier.
En octobre 1940, Lucienne et Lucie Welker font passer deux officiers polonais évadés à travers les Vosges. C'est le premier succès à l'origine de la filière d'évasion de l'Équipe Pur Sang au sein de laquelle Alice s'engage entièrement.
Avec Lucie Welker, elle trouve un passage derrière le cimetière d'Hégenheim permettant de passer en Suisse. Ce passage n'est utilisé que six mois car trop dangereux. Avec sa sœur Marie-Louise, elle recherche un nouveau passage dans la vallée de Munster. Elle en trouve un au rocher du Tanet situé à 1 100 mètres d'altitude, entre le col de la Schlucht et le lac Blanc. Les rondes des douaniers sont réglées à la minute près, les moments propices sont faciles à déterminer. Le site est également très fréquenté pour des excursions ce qui permet de faire passer les évadés pour des randonneurs surtout le week-end. Après le passage de la frontière, les fugitifs sont accueillis par les Sœurs de Notre-Dame de Sion à Gérardmer (Vosges) puis grâce à des cheminots résistants ils sont acheminés sur Lyon. L'hiver  1941- 1942 interdit l'accès au massif du Tanet. Le 31 janvier 1942 à 6 h 30, Alice et sa sœur prennent en charge à la gare de Strasbourg Marcel Rudloff, le futur maire de Strasbourg, ainsi que d'autres évadés. Le groupe se retrouve pris dans une tempête de neige. L’expédition, manquant de tourner au drame, dure près de 8h. Ce passage est abandonné peu après du fait des conditions trop dangereuses. Il faut trouver un passage moins élevé. Il est trouvé à Landange.
D'octobre 1940 à mars 1942, 350 prisonniers ou réfractaires passent la frontière grâce au réseau de l'Équipe Pur Sang. Les six jeunes cheftaines Scouts préparaient et guidaient les fuyards. Elles avaient établi des réseaux d'entraide pour trouver des lieux d'hébergements, des vêtements, de la nourriture, de l'argent et des faux papiers. Leur connaissance de la région, leur entraînement à la marche, leur pratique des cartes et de la boussole dus au scoutisme étaient d'un précieux secours. Durant ces années, Alice Daul est notamment chargée du ravitaillement, elle récolte des vivres gratuitement auprès de commerçants sympathisants. À cela s’ajoute la fabrication de faux papiers. De fausses pièces d'identité sont fournis par Paul Widmann, alors agent de police. Charles Latzarus fournit les photos. Alice Gillig s’occupe quant à elle de remplir les fausses cartes et de les signer.
Le 28 février 1942, de retour d'un passage en France de l'intérieur, Lucie Welker est arrêtée à la gare d'Avricourt par la police allemande. La Gestapo trouve la liste des membres du groupe dans son logement. Alice est arrêtée le 21 mars 1942 sur son lieu de travail à Strasbourg. Avec elle presque toutes les membres du réseau sont arrêtées et enfermées à la prison de Kehl. Ces anciennes guides enfermées dans des cellules individuelles utilisent alors le morse pour communiquer entre elles et répondre de manière cohérente aux interrogatoires. Après plusieurs semaines d'interrogatoire elles sont transférées au camp de redressement de Schirmeck le 30 avril 1942. Alice Daul continue de narguer les autorités nazies, dans le camp elle confectionne des coussins à épingles aux couleurs tricolores, assortis de breloques telles que la croix de Lorraine, les armoiries de Strasbourg ou la croix scoute. Un coussin est conservé dans la collection du musée historique de Strasbourg.
Le 22 janvier 1943, Alice et sa sœur incarcérées à la prison Sainte-Marguerite de Strasbourg, sont jugées par le tribunal du peuple (Volksgerichtshof) de Strasbourg. Le 26 janvier 1943 elles sont condamnées à huit ans de prison pour aide à l'évasion. Le 5 février 1943 Alice est déportée à Stuttgart. En novembre 1943, elle est transférée à la maison centrale de Ziegenhain au nord de Francfort-sur-le-Main . Le travail obligatoire, consiste à coudre des boutons sur des toiles de tentes militaires pendant dix heures par jour sans chauffage. Les détenues sont huit dans une cellule ne contenant qu'une seule paillasse. La libération de Strasbourg le 23 novembre 1944, lui permet d'envisager de s'évader sans risques de représailles sur sa famille.

### Son évasion
Alice décide de préparer son évasion. Grâce à ses compétences professionnelles, elle travaille au bureau de la prison et peut circuler sans attirer l'attention. Avec ingéniosité et patience, elle se procure tout ce qui est nécessaire à son projet (papiers administratifs, cartes, équipements, habits, provisions…). Le 3 février 1945 elle décide de s'évader. Elle se cache dans la prison. Après être restée toute la nuit à démonter la serrure d’une porte, elle doit renoncer. Au petit matin du 5 février 1945 en retournant à sa cachette, elle saisit l'occasion de sortir par la porte que vient d’ouvrir la gardienne qui surveille les détenus préparant le petit déjeuner des prisonnières. Elle se retrouve hors de l'enceinte,.
Se guidant avec les étoiles, elle se dirige vers Kassel, la ville la plus proche, pariant sur le fait que les recherches pour la retrouver seront lancées en direction de la forêt, destination logique selon elle de tout fuyard. Vers 6 h du matin, sur la route, un gendarme à vélo la repère et l’attrape par le bras. Elle garde son sang-froid, et lui demande courroucée ce qu’il veut à une heure pareille. Surpris, le gendarme la lâche. Alice coupe immédiatement à travers les champs inondés, et traverse deux rivières à la nage.
Le 6 février 1945 , elle rencontre un prisonnier de guerre, Antonio Perez, qui lui donne de l’argent ce qui lui permet de prendre le train en direction de la Suisse,. Elle parcourt 600 km à pied et en train dans une Allemagne en pleine débâcle, se cachant, échappant par deux fois à des attaques de train par l’aviation alliée. Alice arrive le 1er mars 1945 près du lac de Constance à Singen à deux kilomètres d’une enclave suisse en Allemagne. Dans la nuit, elle se glisse sous le réseau de barbelés marquant la frontière. Le 2 mars 1945 vers 3 h du matin, elle se présente en loques, ensanglantée et échevelée au poste de douane le suisse ,. Après un interrogatoire de deux heures, elle part en camion, avec vingt-et-un autres alsaciens (évadés, travailleurs, incorporés de la Wehrmacht) pour Annemasse en France où elle arrive le 3 mars 1945,.

### L'après guerre
À la suite de l’ordonnance d’avril 1944 autorisant les femmes à accéder au droit de vote, Alice est élue conseillère municipale de Strasbourg. Elle est une des trois premières femmes à occuper cette fonction à Strasbourg. Elle ne se représentera pas car elle ne s'estime pas faite pour une carrière politique. En 1947 elle marie sa sœur en tant qu'officier d'état civil.
Le 28 septembre 1946 elle épouse Cyrille Gillig qu'elle a connu pendant ses études. Son époux est aussi un résistant. Avec cinquante officiers alsaciens il est désigné pour être incorporé dans les Waffen-SS. Quarante-deux refusent de porter l'uniforme allemand et sont envoyés au camp de concentration de Neuengamme au nord de l'Allemagne. Vingt survivants seront libérés par les Anglais. Le couple aura six enfants.
Elle adhère à Jeune Alsace, l’institution mise en place par l’administration de l’Éducation nationale, la première Armée et les organisations de résistance alsaciennes qui veulent promouvoir la reconstitution des mouvements de jeunes d’avant-guerre. Alice Daul est chargée de la formation des cheftaines du mouvement catholique Guides de France. Comme la majorité des membres de Jeune Alsace, Alice Daul participe à l’activité de l’Union nationale alsacienne pour la rénovation (UNAR).
En 1948 Alice et Cyrille adhèrent au mouvement " La Vie Nouvelle " pendant quinze ans. Avec d'autres membres, ils prennent la responsabilité d'une Maison Familiale de Vacances dans les Vosges de 1950 à 1960,.
En 1958 Alice adhère à l'Union féminine civique et sociale (UFCS) et participe à l'animation de la section de Strasbourg. Cette association œuvre pour une meilleure compréhension et une meilleure participation des femmes à la vie de la cité. Elle en devient la déléguée régionale et y est très active. En 1999 elle écrit une brochure sur " l'histoire de l'UFCS en Alsace entre 1950 et 1990 ".
Après le décès de son mari le 4 octobre 1999, elle décide de participer aux rencontres nationales organisées par " Poursuivre " émanation de " La Vie nouvelle (association) ". À la demande des responsables elle crée un groupe sur Strasbourg. En 2004, elle arrête cette activité.
Alice Daul meurt le 10 novembre 2011.

## Distinctions
Elle est reconnue « Déporté résistant ».
- Officier de la Légion d'honneur le 10 février 1979 avec la citation suivante :

« Fervente patriote et résistante de la première heure, membre de l'une des plus importantes filières de rapatriement de prisonnier du Bas-Rhin, s'est particulièrement dévouée à leur acheminement de Strasbourg à Gérardmer en passant par les Vosges, et à leur ravitaillement en nourriture et en effets d'habillement. Arrêtée le 21 mars 1942, a été condamnée par le Volksgerichtshof à huit ans de Travaux Forcés. A été déportée en Allemagne le 21 mars 1943. Par son patriotisme, son intelligence et son dévouement de tous les instants, a bien servi la cause de la Résistance. »

- Croix de guerre 1939-1945, palme de bronze.
- Médaille de la Résistance française (15 juin 1946)[21].
- Médaille de la déportation pour faits de Résistance de par son statut de « déporté résistant »[20].

## Reconnaissance
- Les 12 et 13 mai 2012, lors de leur assemblée générale, les scouts et guides de France lui rendent hommage[22].
- Depuis le 13 janvier 2020, une allée porte son nom à Strasbourg quartier de la Robertsau[23],[24].

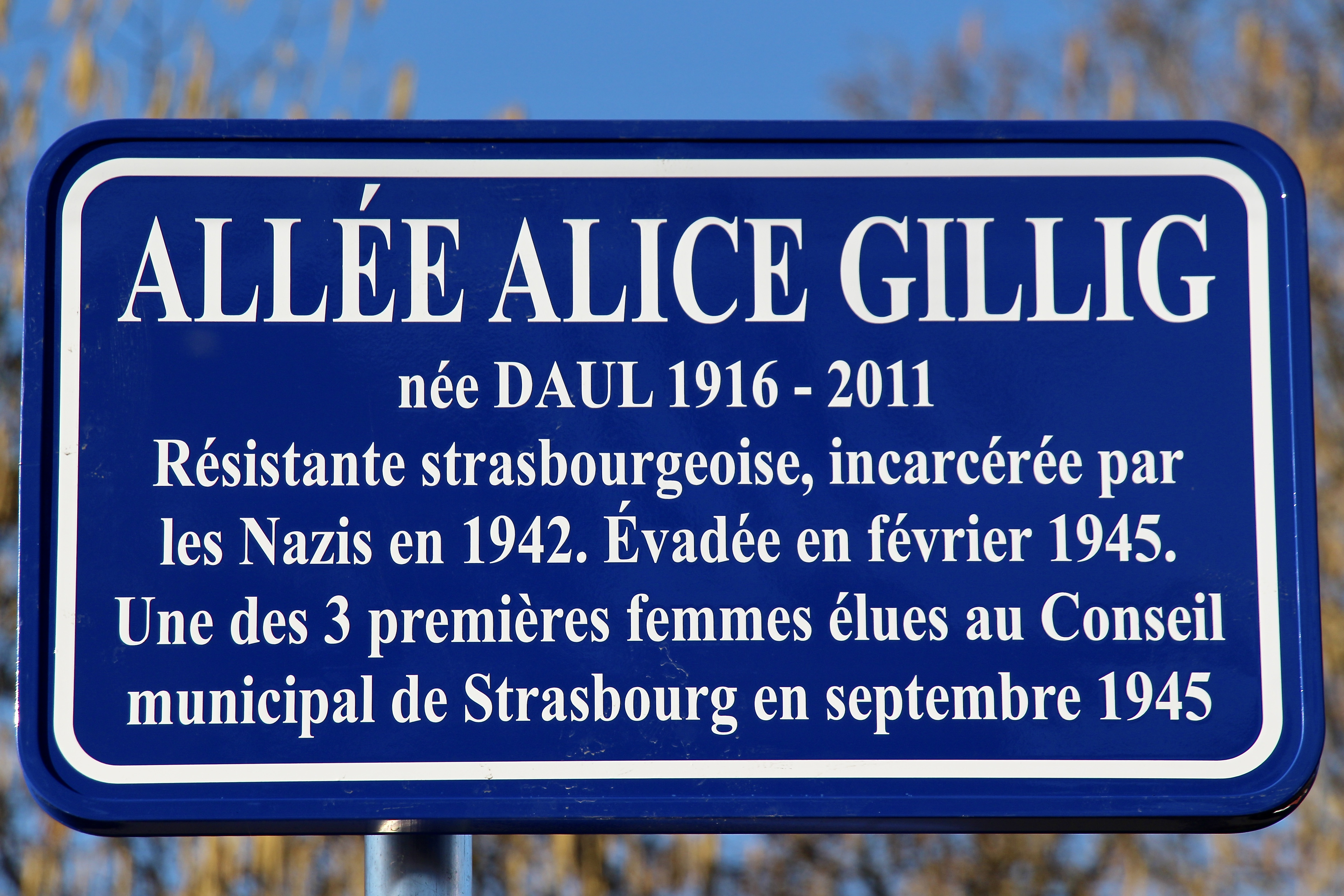
Plaque de l'Allée Alice Gillig (née Daul) posée le 13 janvier 2020 dans le quartier de la Robertsau à Strasbourg.
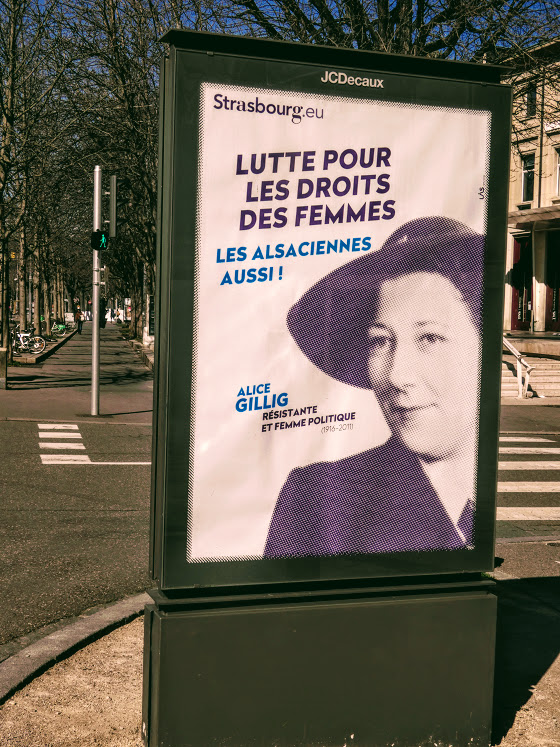
Hommage à Alice Gillig à Strasbourg pour le 8 mars 2020.

## Œuvres
Alice Daul a écrit :
- Histoire de l'UFCS en Alsace entre 1950 et 1990[2].
- Les Pur-Sang 1940-1945[2].
- Les Pur-Sang 1942 : Schirmeck, Brochure Guide de France, 2002[2].
- Alice infirmière aux armées 1939-1940[2].
- Origine de devenir de notre patriotisme familial[2].